# Full (album Maryli Rodowicz)
Full – pierwszy album Maryli Rodowicz będący składanką największych przebojów artystki, który został wydany w 1991 roku na płycie kompaktowej.

## Lista utworów
1. „Żyj mój świecie” (M.Zimiński, A.Osiecka) – 2:58
2. „Chcę mieć syna” (S.Krajewski, K.Dzikowski) – 3:07
3. "Do łezki łezka" (A.Korzyński, J.Kofta) – 3:58
4. „Ballada wagonowa” (A.Zieliński, A.Osiecka) – 3:20
5. „Wielka woda” (K.Gaertner, A.Osiecka) – 4:49
6. „Sing-sing” (J.Mikuła, A.Osiecka) – 2:46
7. „Małgośka, szkoda łez” (K.Gaertner, A.Osiecka) – 4:20
8. „Jadą wozy kolorowe” (S. Rembowski, J. Ficowski) – 4:32
9. „Zakopane” (A. Sławiński, A. Wianusz) – 3:33
10. „Gdzie to siódme morze” (K.Gaertner, J.Kleyny) – 4:34
11. „Bossa Nova do poduszki” (J.Mikuła, A.Osiecka) – 4:52
12. „Wariatka tańczy” (S.Krajewski, A.Osiecka) – 4:31
13. „Hej, żeglujże, żeglarzu” (J.K.Pawluśkiewicz, pios.kaszubska XVII w.) – 4:21
14. „Remedium” (S.Krajewski, M.Czapińska) – 5:41
15. „Święty spokój” (S.Krajewski, M.Czapińska) – 3:55
16. „Rozmowa przez ocean” (A.Sikorowski) – 6:12
17. „Niech żyje bal” (S.Krajewski, A. Osiecka) – 4:42

## Muzycy
- Maryla Rodowicz  • wokal
- Florian Ciborowski • harmonijka ustna
- Zbigniew Jakubek • instrumenty klawiszowe
- Andrzej Kleszczewski • gitara
- Wojciech Olszewski • instrumenty klawiszowe
- Andrzej Stolarz • gitara elektryczna
- Wojciech Waglewski  • gitara
- Jacek Wąsowski • dobro / gitara